# Kanton Germersheim
Der Kanton Germersheim (franz.: Canton de Germersheim) war eine von zehn Verwaltungseinheiten, in die sich das Arrondissement Speyer (franz.: Arrondissement de Spire) im Département Donnersberg (franz.: Département du Mont-Tonnerre) gliederte. Der Kanton war in den Jahren 1798 bis 1814 Teil der Französischen Republik (1798–1804) und des Napoleonischen Kaiserreichs (1804–1814). Hauptort (chef-lieu) war Germersheim.
Nachdem die Pfalz 1816 zum Königreich Bayern gekommen war, wurden die Kantone, teilweise mit geändertem Gebietsstand, zunächst beibehalten und waren Teile der Verwaltungsstruktur bis 1852.
Das Verwaltungsgebiet des Kantons Germersheim lag vollständig im heutigen Landkreis Germersheim in Rheinland-Pfalz.

## Gemeinden und Mairies
Nach amtlichen Tabellen aus den Jahren 1798 und 1811 gehörten zum Kanton Germersheim folgende Gemeinden, die verwaltungsmäßig Mairies zugeteilt waren (Ortsnamen in der damaligen Schreibweise); die Einwohnerzahlen (Spalte „EW 1815“) sind einer Statistik von 1815 entnommen; die Spalte „vor 1792 zugehörig“ nennt die landesherrliche Zugehörigkeit vor der französischen Inbesitznahme.
| Gemeinde      | Mairie       | EW 1815 | vor 1792 zugehörig | Anmerkungen                         |
| ------------- | ------------ | ------- | ------------------ | ----------------------------------- |
| Bellheim      | Bellheim     | *)      | Kurpfalz           |                                     |
| Germersheim   | Germersheim  | 1.650   | Kurpfalz           |                                     |
| Hördt         | Hördt        | *)      | Kurpfalz           |                                     |
| Knittelsheim  | Knittelsheim | *)      | Kurpfalz           |                                     |
| Kuhhard       | Leimersheim  | *)      | Kurpfalz           | heute Kuhardt                       |
| Leimersheim   | Leimersheim  | *)      | Kurpfalz           |                                     |
| Lingenfeld    | Lingenfeld   | 923     | Kurpfalz           |                                     |
| Neupfotz      | Leimersheim  | *)      | Kurpfalz           | heute Neupotz                       |
| Niederlustadt | Oberlustadt  | 731     | Johanniterorden    | seit 1969 Ortsteil von Lustadt      |
| Oberlustadt   | Oberlustadt  | 1.143   | Johanniterorden    | seit 1969 Ortsteil von Lustadt      |
| Ottersheim    | Knittelsheim | 813     | Kurpfalz           | heute Ottersheim bei Landau         |
| Schwegenheim  | Schwegenheim | 1.039   | Kurpfalz           |                                     |
| Sondernheim   | Sondernheim  | 312     | Kurpfalz           | seit 1972 Stadtteil von Germersheim |
| Weingarten    | Weingarten   | 935     | Kurpfalz           | heute Weingarten (Pfalz)            |
| Westheim      | Lingenfeld   | 513     | Kurpfalz           | heute Westheim (Pfalz)              |
| Zeiskam       | Zeiskam      | 1.450   | Kurpfalz           |                                     |

*) Die Einwohnerzahlen zu diesen Gemeinden fehlen in der Statistik aus 1815.

## Geschichte
Vor der Besetzung des Linken Rheinufers in den französischen Revolutionskriegen (1794) gehörten die Ortschaften im 1798 eingerichteten Verwaltungsbezirk des Kantons Germersheim beinahe vollständig zur Kurpfalz, Nieder- und Oberlustadt waren im Besitz des Johanniterordens bez. der Herrschaft Heitersheim, die Komturei lag nordwestlich der heutigen Gemeinde Lustadt.
Von der französischen Direktorialregierung wurde 1798 die Verwaltung des Linken Rheinufers nach französischem Vorbild reorganisiert und damit u. a. eine Einteilung in Kantone übernommen. Die Kantone waren zugleich Friedensgerichtsbezirke. Der Kanton Germersheim gehörte zum Arrondissement Speyer im Departement Donnersberg. Der Kanton gliederte sich in 16 Gemeinden, die von elf Mairies verwaltet wurden.
Nachdem im Januar 1814 die Alliierten das Linke Rheinufer wieder in Besitz gebracht hatten, wurde im Februar 1814 das Département Donnersberg und damit auch der Kanton Germersheim Teil des provisorischen Generalgouvernements Mittelrhein. Nach dem Pariser Frieden vom Mai 1814 wurde dieses Generalgouvernement im Juni 1814 aufgeteilt, das Département Donnersberg wurde der neu gebildeten Gemeinschaftlichen Landes-Administrations-Kommission zugeordnet, die unter der Verwaltung von Österreich und Bayern stand.
Die vorher zum Kanton Landau im Departement Niederrhein gehörenden Gemeinden Gommersheim, Freisbach, Nieder- und Oberhochstadt waren Teil des im Ersten Pariser Frieden (Mai 1814) von Frankreich abgetretenen Gebiets nördlich der Queich und wurden zunächst im September 1814 dem Kanton Germersheim zugewiesen. Die beiden Hochstadt kamen wenig später wieder zum Kanton Landau, Gommersheim zum Kanton Edenkoben. Freisbach verblieb im Kanton Germersheim.

## Bayerischer Kanton Germersheim
Aufgrund der auf dem Wiener Kongress getroffenen Vereinbarungen kam das Gebiet im Juni 1815 zu Österreich. Die gemeinschaftliche österreichisch-bayerische Verwaltung wurde vorerst beibehalten. Am 14. April 1816 wurde zwischen Österreich und Bayern ein Staatsvertrag geschlossen, in dem ein Austausch verschiedener Staatsgebiete vereinbart wurde. Hierbei wurden die linksrheinischen österreichischen Gebiete zum 1. Mai 1816 an das Königreich Bayern abgetreten.
Der bayerische Kanton Germersheim gehörte im neu geschaffenen Rheinkreis zunächst zur Kreisdirektion Landau. Nach der Untergliederung des Rheinkreises in Landkommissariate (1818) gehörte der Kanton Germersheim zum Landkommissariat Germersheim.
Zum bayerischen Kanton Germersheim gehörten nach 1817 insgesamt 16 Gemeinden:
| - Bellheim - Freisbach - Germersheim - Hördt - Knittelsheim - Leimersheim und Kuhardt | - Lingenfeld - Neupotz - Niederlustadt - Oberlustadt - Ottersheim - Schwegenheim | - Sondernheim - Weingarten - Westheim - Zeiskam |

In einer 1836 erstellten Statistik wurden im Kanton Germersheim 20.754 Einwohner gezählt, davon waren 12.404 Katholiken, 7.874 Protestanten und 476 Juden.
Im Jahr 1852 wurde der Kanton Germersheim, so wie alle Kantone in der Pfalz, in eine Distriktsgemeinde umgewandelt.